# Xã Cimarron, Quận Meade, Kansas
Xã Cimarron (tiếng Anh: Cimarron Township) là một xã thuộc quận Meade, tiểu bang Kansas, Hoa Kỳ. Năm 2010, dân số của xã này là 75 người.